# كأس الإنتركونتيننتال 2002
كأس الإنتركونتيننتال 2002 جمعت نسخة عام 2002 في بطولة كأس الإنتركونتيننتال بطل دوري أبطال أوروبا لموسم 2001-02 نادي ريال مدريد الإسباني مع بطل كأس ليبرتادوريس سنة 2002 نادي أوليمبيا أسونسيون الباراغواياني على الملعب الأولمبي الوطني في العاصمة اليابانية طوكيو ، وحقق ريال مدريد اللقب للمرة الثالثة في تاريخه بعد الفوز بنتيجة 2-0 . وتعد هذه النسخة معترف بها من قبل الفيفا والاتحاد الاوربي بعد قرار الاعتراف بجميع الفائزين بهذه البطولة التي اصدرته الفيفا.

## التفاصيل
| ريال مدريد                                         | 2–0   | أوليمبيا                   |
| -------------------------------------------------- | ----- | -------------------------- |
| رونالدو 14' · غوتي 84' · المدرب · فيسنتي ديل بوسكي | [ 2 ] | المدرب نيري ألبرتو بومبيدو |

| ريال مدريد | أوليمبيا |